# 新温泉町立浜坂西小学校
新温泉町立浜坂西小学校（しんおんせんちょうりつ はまさかにししょうがっこう）は、兵庫県美方郡新温泉町諸寄にある公立小学校。

## 概要
2003年旧浜坂町小学校区再編成に伴い、諸寄（もろよせ）小学校と居組（いぐみ）小学校を統合し開校した。

## 沿革
本項では校舎を継承した諸寄小を前身校として記述する。
諸寄小学校
- 1875年（明治8年）5月6日 - 諸寄校創立。
- 1887年（明治20年）4月 - 諸寄簡易小学校と改称。
- 1891年（明治24年）8月1日 - 諸寄尋常小学校と改称。
- 1901年（明治34年）5月6日 - 諸寄尋常高等小学校と改称。
- 1937年（昭和12年）5月15日 - 校舎落成式（旧校地、現基幹集落センター・諸寄地区公民館・諸寄ふれあいセンター所在地）。
- 1941年（昭和16年）4月1日 - 国民学校令により諸寄国民学校と改称。
- 1947年（昭和22年）4月1日 - 学制改革により西浜村立諸寄小学校と改称。
- 1954年（昭和29年）10月1日 - 町村合併により浜坂町立諸寄小学校と改称。
- 1979年（昭和54年） - 旧西浜中学校跡地へ移転。
- 2003年（平成15年）3月31日 - 閉校。

浜坂西小学校
- 2003年（平成15年）4月1日 - 諸寄小学校と居組小学校を統合し浜坂町立浜坂西小学校を創設、旧諸寄小校舎を統合校舎とする。
- 2005年（平成17年）3月22日 - 室内運動場新築竣工。
- 2005年（平成17年）10月1日 - 浜坂町と温泉町が合併し、新温泉町発足に伴い新温泉町立浜坂西小学校と改称。
- 2006年（平成18年）2月27日 - 校舎耐震補強増改築竣工。

## 通学区域
- 諸寄、釜屋、居組

## 進学先中学校
- 新温泉町立浜坂中学校

## 交通アクセス
- 西日本旅客鉄道（JR西日本）山陰本線 諸寄駅より1 km。
- JR山陰本線 浜坂駅より、夢つばめ居組線「浜坂西小学校」バス停下車。

## 校区内の主な施設
- 諸寄漁港
- 諸寄海岸 - 諸寄東西洞門、千賊断崖
- 居組海岸 - 日本洞門

## 著名な関係者
出身者・元代用教員
- 前田純孝（歌人）

## 通学区域が隣接している学校
- 新温泉町立浜坂北小学校
- 新温泉町立浜坂南小学校
- 新温泉町立温泉小学校
- 鳥取県岩美町立岩美南小学校
- 鳥取県岩美町立岩美北小学校